# Romblon (ville)
Romblon est une ville de 3e classe, capitale de la province de Romblon aux Philippines. Selon le recensement de 2010 elle est peuplée de 37 995 habitants.

## Barangays
Romblon est divisée en 31 barangays.

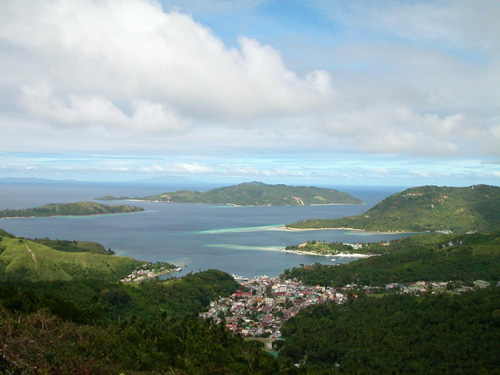
Poblacion de Romblon et baie de Romblon

- Agbaluto
- Agpanabat
- Agbudia
- Agnaga
- Agnay
- Agnipa
- Agtongo
- Alad
- Bagacay
- Cajimos
- Calabogo
- Capaclan
- Ginablan
- Guimpingan
- Ilauran
- Lamao
- Li-o
- Logbon
- Lunas
- Lonos
- Macalas
- Mapula
- Cobrador
- Palje
- Barangay 1
- Barangay 2
- Barangay 3
- Barangay 4
- Sablayan
- Sawang
- Tambac

## Démographie
| Année | Habitants | Évolution |
| ----- | --------- | --------- |
| 1995  | 34 290    | -         |
| 2000  | 36 612    | 6,77 %    |
| 2007  | 37 544    | 2,55 %    |
| 2010  | 37 995    | 1,20 %    |